# Metin Türel
 (février 2014).
Si vous disposez d'ouvrages ou d'articles de référence ou si vous connaissez des sites web de qualité traitant du thème abordé ici, merci de compléter l'article en donnant les références utiles à sa vérifiabilité et en les liant à la section « Notes et références ».
Metin Türel, né le 13 septembre 1937 à Istanbul et mort le 17 novembre 2018, est un footballeur turc devenu entraîneur à la fin de sa carrière de joueur.
Il a notamment dirigé les sélections de Turquie et d'Arabie saoudite dans les années 1980.

## Biographie

### Carrière de joueur
Metin Türel est formé au poste de gardien de but au sein du club stambouliote de Galatasaray avec lequel il joue jusqu'en 1960 avant de multiplier les contrats d'une seule saison dans plusieurs autres clubs turcs : PTT et Istanbulspor à deux reprises, Vefa SK et Taksim SK où il raccroche ses crampons à l'issue de la saison 1966-1967.

### Carrière d'entraîneur
Metin Türel commence sa nouvelle carrière d'entraîneur en 1969 lorsqu'il prend en main l'un de ses anciens clubs, Vefa SK où il reste jusqu'en 1971. Il dirige par la suite le Beşiktaş JK lors de la saison 1973-1974 avant d'être appelé en 1977 par les dirigeants de la fédération turque pour prendre en main l'équipe nationale. Il ne reste qu'un an au poste de sélectionneur.
En 1990, il part pour Riyad puisqu'il est nommé sélectionneur de l'Arabie saoudite, à la suite de l'échec du Brésilien Carlos Alberto Parreira à qualifier les Faucons pour la Coupe du monde. Le technicien turc n'a qu'un seul objectif pour cette année : les Jeux asiatiques. Après avoir battu le Bangladesh et le Japon, les Saoudiens sont battus en quarts de finale par les Nord-Coréens à l'issue de la séance de tirs au but. Ce nouvel échec a deux conséquences : le départ de Türel de son poste de sélectionneur et la mise en sommeil de l'équipe nationale jusqu'en septembre 1992.
Metin Türel enchaîne ensuite avec un passage d'un an au poste de sélectionneur du Rwanda avant de revenir au pays pour prendre en main diverses équipes de club : Antalyaspor (à 4 reprises), Adana Demirspor (à deux reprises), Gençlerbirliği (à deux reprises), Samsunspor et İstanbulspor. Il achève définitivement sa longue carrière en 2005.